# Michael Verhoeven

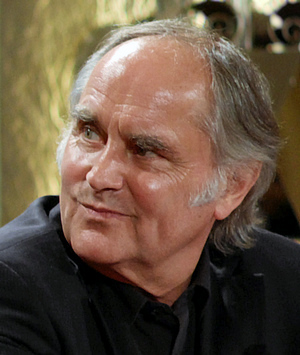
Michael Verhoeven, 2009

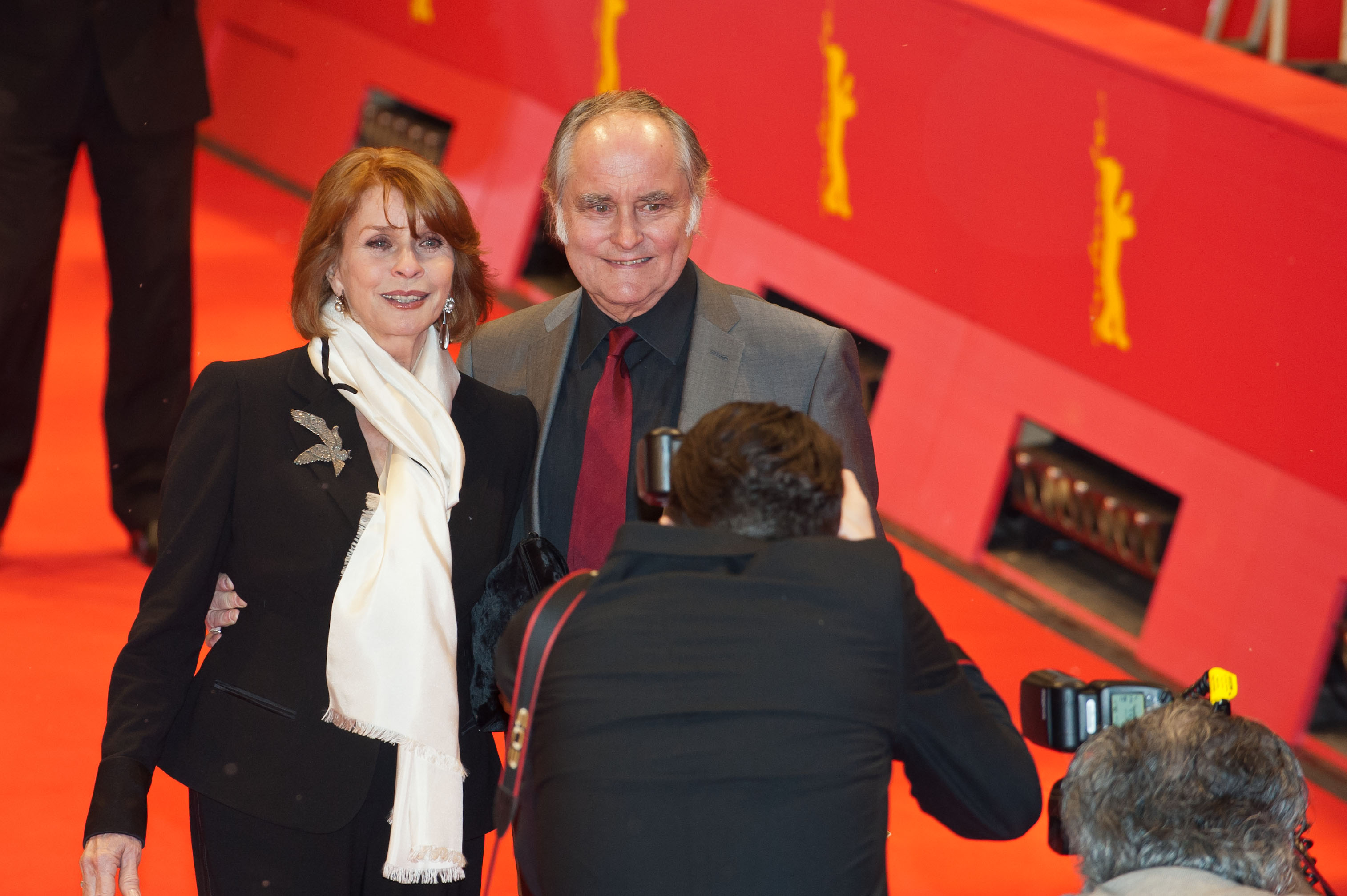
Michael Verhoeven mit Ehefrau Senta Berger, 2013

Michael Alexander Verhoeven (* 13. Juli 1938 in Berlin; † 22. April 2024) war ein deutscher Schauspieler, Filmregisseur, Drehbuchautor und Filmproduzent. Er wurde mit Filmen wie Die weiße Rose oder Das schreckliche Mädchen auch international erfolgreich.

## Leben
Michael Verhoeven wuchs erst in Berlin und dann in München auf. Er war Sohn der Schauspielerin Doris Kiesow (1902–1973) und des Schauspielers und Regisseurs Paul Verhoeven (1901–1975), Bruder von Lis Verhoeven (1931–2019), zwischenzeitlich Schwager des Schauspielers Mario Adorf und Onkel der Schauspielerin Stella Maria Adorf.
Von 1966 bis zu seinem Tod war er mit der Schauspielerin Senta Berger verheiratet. Die beiden lernten sich 1960 auf der Berlinale kennen und spielten 1963 gemeinsam vor der Kamera im Film Jack und Jenny, wo er sie in einer Szene küssen sollte. Während der Dreharbeiten verliebten sich die beiden. Aus der Verbindung gingen die Söhne Simon Vincent (* 1972) und Luca Paul (* 1979) hervor. Die Kinder traten in die Fußstapfen der Eltern, so ist Simon Verhoeven Regisseur und Drehbuchautor und Luca Verhoeven Produzent. Beide Söhne begannen als Schauspieler und arbeiten auch im Familienunternehmen Sentana Filmproduktion.
Verhoeven lebte im oberbayerischen Grünwald. Er starb im April 2024 im Alter von 85 Jahren nach kurzer schwerer Krankheit. Sein Grab befindet sich auf dem Waldfriedhof (Grabfeld 9a) von Grünwald.

## Karriere
Michael Verhoeven begann seine Künstlerkarriere als Neunjähriger in Theaterstücken (u. a. einer Bühnenadaption von Pünktchen und Anton nach Erich Kästner, einem Freund der Familie,) und spielte anschließend in Filmen der 1950er Jahre (so in Kästners Das fliegende Klassenzimmer, Der Jugendrichter und Der Pauker mit Heinz Rühmann).
Als junger Erwachsener entschloss er sich aber gegen den Willen seiner Eltern, die ihm die Fortsetzung der Schauspielkarriere nahelegten, Medizin zu studieren. Er promovierte 1969 an der Universität München mit einer Arbeit über Psychiatrische Maskierung von Gehirntumoren unter besonderer Berücksichtigung irreführender Befunde zum Dr. med. und arbeitete einige Jahre als Arzt – unter anderem in den USA, wohin er seiner Frau Senta Berger gefolgt war, die dort in Hollywoodfilmen mitspielte.
1965 Jahre gründete er gemeinsam mit ihr in München die Sentana Filmproduktion GmbH und begann, als Regisseur Filme zu drehen – angefangen mit Paarungen nach August Strindbergs Der Totentanz. Es folgten im Auftrag des Produzenten Rob Houwer zwei leichtere und freizügige Schwabing-Komödien Engelchen macht weiter – hoppe, hoppe Reiter mit Mario Adorf in der Hauptrolle (1968) und Der Bettenstudent (1969).
Sein politischer und experimenteller Anti-Vietnamkrieg-Film o.k. sorgte als Wettbewerbsbeitrag bei der Berlinale 1970 für einen großen Skandal, der dazu führte, dass der Wettbewerb abgebrochen wurde und ohne Preisverleihung blieb. Danach wurde das Reglement der Berlinale reformiert. o.k. gewann anschließend beim Deutschen Filmpreis das Filmband in Gold.
In den 1970er Jahren arbeitete Verhoeven verstärkt für das deutsche Fernsehen, u. a. als Regisseur des frühen Tatort: Kressin und der Mann mit dem gelben Koffer. Nachdem er 1972 zum ersten Mal Vater geworden war, schrieb und inszenierte er 1975 die anarchische Kinderserie Krempoli, in der er selbst einen Gastauftritt vor der Kamera übernahm und nebst Senta Berger auch seinen Vater Paul Verhoeven und seine Schwester Lis Verhoeven besetzte. 1980 drehte er mit Otto Sander den Fernsehfilm Die Ursache.
1982 verfilmte er die Geschichte der Widerstandskämpfer gegen das Nazi-Regime, die Geschwister Scholl, in Die weiße Rose. Das Auswärtige Amt verbot damals offizielle Vorführungen im Ausland, als sich Verhoeven gegen die Aufforderung von Staatsseite weigerte, einen kritischen Kommentar aus dem Nachspann zu streichen. Der Film gewann beim Deutschen Filmpreis das Filmband in Silber. Der von ihm geschriebene und inszenierte Film Das schreckliche Mädchen (1990) erhielt den Silbernen Bären der Berlinale, den BAFTA als Bester fremdsprachiger Film sowie eine Oscar-Nominierung als bester fremdsprachiger Film. Außerdem gewann er den Preis des New York Film Critics Circle als Bester fremdsprachiger Film. Das schreckliche Mädchen lief für einen deutschen Film erfolgreich im US-Kino. Diese beiden Filme und weitere, die sich mit der Aufarbeitung des Dritten Reichs beschäftigen, sorgten dafür, dass Michael Verhoeven zu einem der wichtigsten politischen deutschen Filmemacher wurde.
Dem gesamtdeutschen Fernsehpublikum wurde Verhoeven bekannt durch seine Serie Die schnelle Gerdi sowie deren Fortsetzung Die schnelle Gerdi und die Hauptstadt über eine Münchner Taxifahrerin, gespielt von Senta Berger. Er inszenierte seine Frau auch in der Miniserie Lilli Lottofee (1992).
Seit 1992 war Michael Verhoeven Eigentümer des Kino Toni am Antonplatz in Berlin, das er im Januar 2018 verkaufte. Nach langen Verhandlungen mit der Treuhand kaufte Verhoeven 1995 auch ein Gebäude im Stadtbezirk Prenzlauer Berg und errichtete in dem zuletzt leerstehenden Olympia-Filmtheater zusammen mit der Yorck Kino GmbH neue fünf Kinosäle des Filmtheater am Friedrichshain. Auch diese Immobilie hat er später verkauft.
1995 inszenierte er Mutters Courage nach dem autobiografischen Theaterstück von George Tabori, der sich im Kinofilm selbst spielt. Sohn Simon Verhoeven übernahm darin eine Rolle und komponierte auch die Filmmusik. 2000 schrieb und inszenierte Verhoeven den kontroversen Fernsehfilm Enthüllung einer Ehe, in dem es um das damals noch tabuisierte Thema Transgeschlechtlichkeit geht. Dafür gewann er 2001 den Robert-Geisendörfer-Preis sowie 2 FIPAs beim Festival International de Programmes Audiovisuels in Biarritz.
Jeweils zusammen mit Senta Berger wurde er 1999 mit dem Bundesverdienstkreuz und 2002 mit dem Bayerischen Verdienstorden ausgezeichnet. 2005 erhielt Verhoeven den Marion-Samuel-Preis, der besonders wirkungsvolle Weisen gegen das Vergessen, Verdrängen und Relativieren der von Deutschen in der Zeit des Nationalsozialismus begangenen Verbrechen auszeichnet.
Im Jahr 2000 drehte Verhoeven seinen ersten Dokumentarfilm: Der Fall Liebl – Ein Bayer in Togo, über einen Spätaussiedler, der sich mit der deutschen Bürokratie nicht auskannte und dem drohte, abgeschoben zu werden. 2006 erschien nach siebenjähriger Arbeit sein zweiter Dokumentarfilm Der unbekannte Soldat über Reaktionen zur Wehrmachtsausstellung. In seinem 2008 erschienenen Dokumentarfilm Menschliches Versagen befasste sich Verhoeven mit der Frage, in welchem Ausmaß die deutsche Zivilbevölkerung von der Entziehung von jüdischem Vermögen in der NS-Zeit profitierte. In seinem 2011 in Zusammenarbeit mit dem Bayerischen Rundfunk entstandenen Dokumentarfilm Die zweite Hinrichtung – Amerika und die Todesstrafe befasst sich Verhoeven mit dem Schwerverbrecher afroamerikanischer Herkunft Romell Broom und dessen Hinrichtung am 15. September 2009 in Lucasville, Ohio, die 18-mal misslang und schließlich abgebrochen wurde.
Seine letzte Regie- und Drehbucharbeit Let’s go! adaptierte 2014 den autobiografischen Roman Von Zuhause wird nichts erzählt von Laura Waco über ihre jüdische Familie im München der Nachkriegszeit.
2015 koproduzierte er mit seiner Sentana Film Willkommen bei den Hartmanns; Drehbuch, Regie und Koproduktion: Sohn Simon Verhoeven, Hauptrolle: Gattin Senta Berger. Diese kritische Komödie zum Thema Flüchtlingskrise wurde der erfolgreichste deutsche Kinofilm des Jahres (3,8 Mio. Zuschauer) und gewann unter anderem den Deutschen Filmpreis, den Bayerischen Filmpreis, den Friedenspreis des Deutschen Films und den Bambi.
An der Filmakademie Baden-Württemberg in Ludwigsburg wurde er in den 1990er Jahren Professor und gab so sein fachliches Wissen an den Nachwuchs weiter. Verhoeven war 2003 eines der Gründungsmitglieder der Deutschen Filmakademie.

## Filmografie (Auswahl)

### Schauspiel

#### Kino
- 1954: Das Fliegende Klassenzimmer
- 1955: Marianne
- 1955: Griff nach den Sternen
- 1958: Der Pauker
- 1960: Mit 17 weint man nicht
- 1960: Der Jugendrichter
- 1960: … und noch frech dazu!
- 1962: Ich kann nicht länger schweigen
- 1962: Wenn beide schuldig werden
- 1963: Das Haus in Montevideo
- 1963: Jack und Jenny
- 1964: Lausbubengeschichten
- 1966: Onkel Filser – Allerneueste Lausbubengeschichten
- 1970: o.k.

#### Fernsehen
- 1965: Die fünfte Kolonne (Fernsehserie) – Folge: Blumen für Zimmer 19
- 1969: Der Kommissar – Dr. Meinhardts trauriges Ende
- 1971: Der Kommissar: Kellner Windeck
- 2004: René Deltgen – Der sanfte Rebell (Fernsehdokumentation; Zeitzeuge)

### Regie, Drehbuch und Produktion

#### Kino
- 1967: Paarungen (auch Drehbuch)
- 1969: Engelchen macht weiter – hoppe, hoppe Reiter
- 1969: Der Bettenstudent oder: Was mach’ ich mit den Mädchen?
- 1969: Tische (Kurzfilm)
- 1970: Strandkörbe (unvollendet)
- 1971: Bonbons ... R, DA, Pro, Kurzfilm, 10 Min.
- 1970: o.k. (auch Drehbuch), Internationale Filmfestspiele Berlin 1970
- 1971: Wer im Glashaus liebt… Der Graben (auch Drehbuch), Internationale Filmfestspiele Berlin 1971
- 1973: Coiffeur ... (R, DA, Pro, Kurzfilm)
- 1973: Über die Jahre (Dokumentarfilm, unvollendet)
- 1977: Gefundenes Fressen (auch Drehbuch)
- 1980: Sonntagskinder (auch Drehbuch)
- 1982: Die weiße Rose (auch Drehbuch)
- 1983: Die Spider Murphy Gang (nur Drehbuch)
- 1986: Killing Cars (auch Drehbuch)
- 1990: Das schreckliche Mädchen (auch Drehbuch)
- 1995: Mutters Courage (auch Drehbuch)
- 2006: Der unbekannte Soldat (Dokumentarfilm)
- 2008: Menschliches Versagen (Dokumentarfilm)
- 2011: Die zweite Hinrichtung – Amerika und die Todesstrafe (Dokumentarfilm)
- 2016: Willkommen bei den Hartmanns (als Koproduzent, Regie: Simon Verhoeven)

#### Fernsehen
- 1970: Der Kommissar: Dr. Meinhardts trauriges Ende
- 1972: Tatort: Kressin und der Mann mit dem gelben Koffer
- 1973: Sonja schafft die Wirklichkeit ab oder … ein unheimlich starker Abgang – TV-Film (auch Drehbuch)
- 1974: Krempoli – Ein Platz für wilde Kinder (Fernsehserie) (auch Drehbuch)
- 1975: Die Herausforderung: Rest des Lebens - TV-Film
- 1976: MitGift – TV-Film (auch Drehbuch)
- 1977: Bier und Spiele (14-teilige Fernsehserie)
- 1977: Das Männerquartett - TV-Film
- 1978: 1982: Gutenbach – TV-Film
- 1978: Freundinnen (Fernsehreihe) Folge: Edith und Marlene
- 1979: Verführungen – TV-Film
- 1980: Am Südhang – TV-Film (auch Drehbuch)
- 1980: Die Ursache – TV-Film (auch Drehbuch)
- 1982: Die Mutprobe – TV-Film (auch Drehbuch)
- 1983: Liebe Melanie – TV-Film
- 1984: Das Tor zum Glück – TV-Film
- 1986: Stinkwut – TV-Film
- 1986: Gegen die Regel – TV-Film
- 1987: Gundas Vater – TV-Film
- 1988: Semmelweis, Ignaz – Arzt der Frauen – TV-Film (auch Drehbuch)
- 1989: Die schnelle Gerdi – Fernsehserie (auch Drehbuch)
- 1990: Das Mädchen und die Stadt – TV-Film
- 1990: Schlaraffenland – TV-Film (auch Drehbuch)
- 1992: Lilli Lottofee – Mini-Serie (auch Drehbuch)
- 1993: Eine unheilige Liebe – TV-Film (auch Drehbuch)
- 1998: George Tabori – Theater ist Leben (TV-Dokumentarfilm)
- 1999: Zimmer mit Frühstück – TV-Film
- 2000: Der Fall Liebl – Dokumentarfilm
- 2000: Enthüllung einer Ehe – TV-Film (auch Drehbuch)
- 2002: Die kleine Schwester. Die Weiße Rose – ein Vermächtnis – Dokumentarfilm
- 2004: Die schnelle Gerdi und die Hauptstadt – Fernsehserie (auch Drehbuch)
- 2005: Tatort: Die Spieler
- 2008: Bloch: Vergeben, nicht vergessen
- 2012: Bloch: Heißkalte Seele
- 2013: Bloch: Die Lavendelkönigin
- 2014: Glückskind – TV-Film (auch Drehbuch)
- 2014: Let’s go! – TV-Film (auch Drehbuch)

## Auszeichnungen

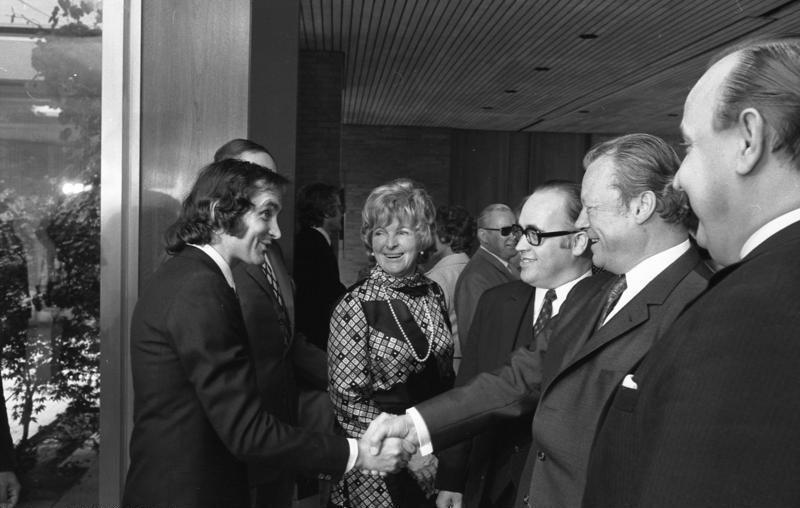
Michael Verhoeven (links) 1971 bei einem Empfang des deutschen Bundeskanzlers

- 1968: Bundesfilmpreis für Paarungen
- 1971: Filmband in Gold (Drehbuch) für o.k. (Zwei Bundesfilmpreise)
- 1971: Goldene Ähre der XVI. Internationalen Filmwoche des religiösen Films in Valladolid für Tische
- 1975: Goldene Kamera (Regie) für Die Herausforderung
- 1980: Quinzaine de les Réalisateurs Cannes, für Sonntagskinder
- 1981: Arles : Französischer Kritikerpreis für Sonntagskinder
- 1982: Amiens: Grand Prix für Sonntagskinder
- 1982: Internationales Filmfestival Karlovy Vary: Rose der Antifaschisten für Die weiße Rose
- 1983: Filmband in Silber für Die weiße Rose (Bundesfilmpreis)
- 1983: DAG-Fernsehpreis in Gold für Die Mutprobe
- 1990: Silberner Bär auf der Berlinale 1990 für Das schreckliche Mädchen
- 1994: Mitglied der Akademie der Künste Berlin
- 1998: Josef-Neuberger-Medaille der Jüdischen Gemeinde Düsseldorf
- 1999: Bundesverdienstkreuz 1. Klasse
- 2000: Festival International de Programmes Audiovisuels in Biarritz für Enthüllung einer Ehe
- 2001: Robert-Geisendörfer-Preis (Regie, Fernsehen: Enthüllung einer Ehe)
- 2002: Bayerischer Verdienstorden
- 2003: Medaille München leuchtet in Gold
- 2005: Goldener Ochse – Ehrenpreis des Filmkunstfestes Mecklenburg-Vorpommern an Senta Bergers und Michael Verhoevens Sentana-Filmproduktion
- 2005: Marion-Samuel-Preis der Stiftung Erinnerung für das Gesamtwerk
- 2006: Achievement Award des Jüdischen Filmfestivals (Jerusalem) für seinen beständigen Einsatz gegen den Nationalsozialismus
- 2007: Ehrenpreis des Bayerischen Filmpreises
- 2009: Ordentliches Mitglied der Bayerischen Akademie der Schönen Künste[8]
- 2009: Preis für Verständigung und Toleranz des Jüdischen Museums Berlin
- 2009: Herbert-Strate-Preis der Filmstiftung NRW und des Kinoverbands HDF Kino
- 2010: Simon-Snopkowski-Preis
- 2012: Friedenspreis des Deutschen Films – Die Brücke als Ehrenpreis
- 2013: Filmpreis der Landeshauptstadt München
- 2015: Hans-Vogt-Filmpreis
- 2016: Bayerischer Filmpreis in der Kategorie Beste Produktion für Willkommen bei den Hartmanns (gemeinsam mit Max Widemann, Quirin Berg und Simon Verhoeven)
- 2022: Helmut-Käutner-Preis

## Schriften
- Psychiatrische Maskierung von Gehirntumoren : Unter bes. Berücks. irreführender Befunde. Dissertation. München 1969 (d-nb.info).
- mit Mario Krebs: Der Film "Die weisse Rose". Drehbuch. von Loeper, Karlsruhe 1982, ISBN 978-3-88652-750-2.
- mit Mario Krebs: Die Weiße Rose : Der Widerstand Münchner Studenten gegen Hitler. Informationen zum Film. FISCHER Taschenbuch, Frankfurt am Main 2015, ISBN 978-3-596-30467-7 (dnb.de).
- Paul, ich und wir. Die Zeit und die Verhoevens. Ullstein Verlag, Berlin 2005, ISBN 3-550-07860-9.
- Liebe Melanie : Hintergründe zu dem ZDF-Fernsehfilm. FISCHER Taschenbuch, Frankfurt am Main 2015, ISBN 978-3-596-30435-6.

## Filmdokumentation
- Die Verhoevens. Dokumentarfilm von Felix Moeller, Deutschland 2003, 75 Minuten